# Arena walk byków w Albacete
Arena walk byków w Albacete (hiszp. Plaza de Toros de Albacete) – arena walk byków w Albacete we wspólnocie autonomicznej Kastylia-La Mancha, w Hiszpanii. Jej maksymalna pojemność to 12 tys. widzów.

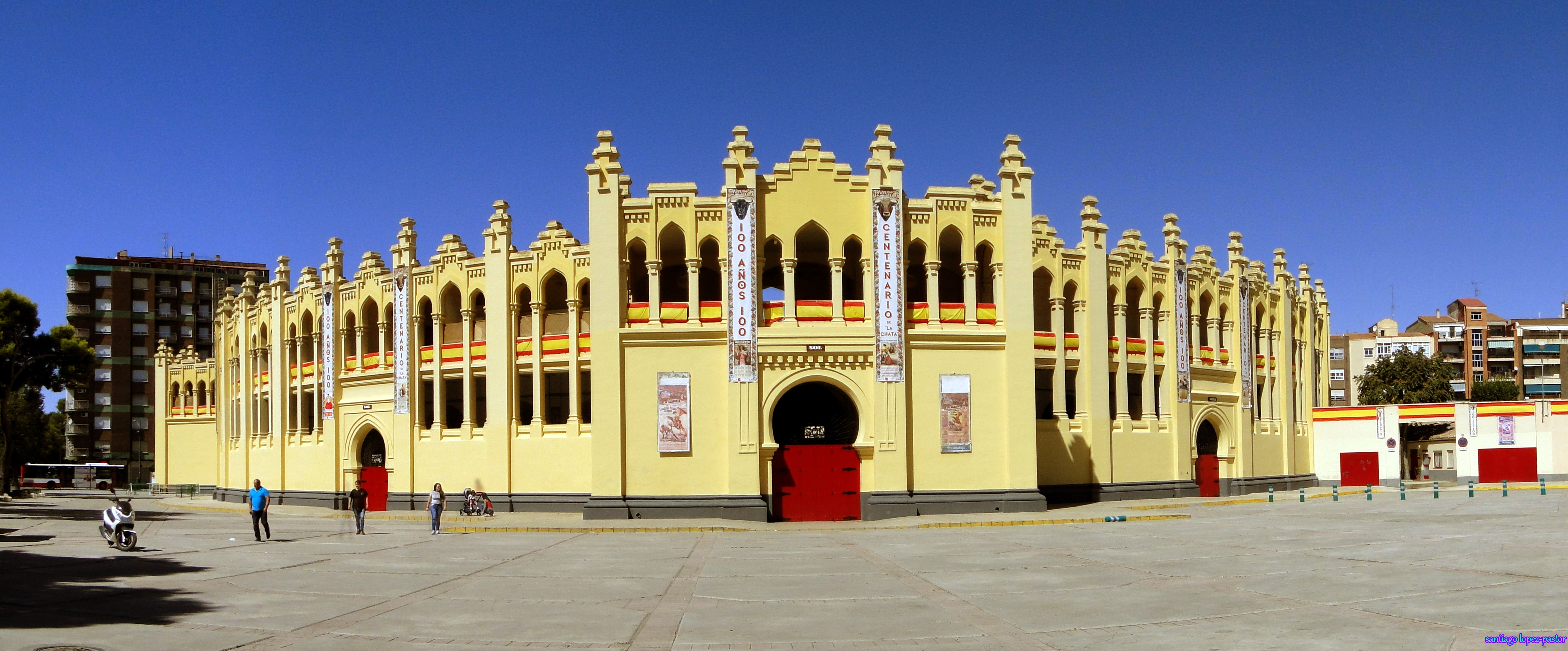
Zdjęcie panoramiczne areny

Popularnie znana jako „La Chata”, członek Hiszpańskiej Akademii Królewskiej, José Maria de Cossío, nazwał ją „jedną z najwspanialszych aren walk byków w Hiszpanii”.

## Historia

### Początki
Historia walk byków w Albacete sięga 1564 roku, w którym to roku, zgodnie z protokołem Rady Miejskiej, datowanym na 29 maja, uzgodniono, że 24 czerwca na Plaza del Altozano odbędą się uroczystości związane z walkami byków. Pierwszą arenę do walki z bykami zbudowano w Albacete pod koniec XVIII wieku i znajdowała się na Paseo de la Feria.

### Stara arena
Starą arenę zaczęto budować pod koniec 1828 roku, a otwarto ją we wrześniu 1829 roku. Była okrągła, a pierścień miał 34 metry średnicy. Składała się z dwóch pięter, pierwszego z kilkoma rzędami siedzeń i drugiego przeznaczonego na trybuny i loże. Zapleczem do obsługi walk byków były: trzy stajnie dla koni, dwie zagrody, aby móc oddzielić taką samą liczbę walk byków; ambulatorium z trzema łóżkami; trzy pokoje dla konsjerża i administracji. Oprócz tego posiadała pomieszczenia na zewnątrz, które wynajmowano na mieszkania.

### Nowa arena
Do budowy areny utworzono spółkę akcyjną o nazwie Taurina Albacete, wybierając Julio Carrilero jako architekta. Prace rozpoczęto 17 lutego 1916 roku i zakończono 9 września 1917 roku. W 1921 r. został zmieniony dach areny. W 1961 roku obok głównej bramy odsłonięto pomnik Chicuelo II jako hołd dla słynnego torreadora z Albacete. W 2015 roku obok głównego wejścia odsłonięto pomnik Dámaso Gonzáleza. W 2018 roku, na wniosek Stowarzyszenia Przyjaciół Historycznych Teatrów Hiszpanii (AMIThE), oparty na ustawie o dziedzictwie kulturowym Kastylii-La Manchy, została uznana za BIC (Bien de Interés Cultural) w kategorii Budownictwo Zabytkowe.